# ديفيد كارد
ديفيد كارد هو اقتصادي كندي، ولد في 1956 في جيلف في كندا.

## وصلات خارجية
- ديفيد كارد على موقع مونزينجر (الألمانية)